# David Furnish
David Furnish (ur. 25 października 1962 w Toronto) – kanadyjski producent i reżyser filmowy, od 2014 mąż Eltona Johna.

## Życie osobiste
Po ukończeniu studiów podjął pracę w przemyśle reklamowym. Jego kariera w filmie rozpoczęła się po tym, jak w 1993 poznał Eltona Johna. W 1997 nakręcił film dokumentalny przedstawiający życie muzyka Elton John: Tantrums & Tiaras. Podjął pracę jako dziennikarz współpracujący z magazynem Interview. Elton John zamieścił na albumie pt. Peachtree Road (2004) utwór „My Elusive Drug”, który został napisany dla Davida Furnisha.
W 2005 zawarł z Johnem cywilny związek partnerski, który został prawnie uregulowany podczas ceremonii w Windsorze w hrabstwie Berkshire, a 21 grudnia 2014 – po zmianie brytyjskiego prawa – zawarli związek małżeński. Mają dwóch synów, Zacharego Jacksona Levona (ur. 2010) i Elijana Josepha Daniela (ur. 2013). Obu chłopców urodziła parze anonimowa surogatka. 

## Filmy
- Tantrums and Tiaras, reżyser (1997)
- Women Talking Dirty, producent (1999)
- Desert Flower, koproducent (1999)
- Kofi Annan: Center of the Storm, producent (1998)
- The Real 'Billy Ellit' Diareis, specjalne podziękowania (2005)
- It's a boy girl thing, producent (2006)
- Gnomeo and Juliet, producent (2008)